# Bahnstrecke Liedakkala–Kalkkimaa
| Streckenlänge: | 8,2 km                   |                                                |                                                |
| Spurweite: | 1524 mm (Russische Spur) |                                                |                                                |
| Maximale Neigung: | 12,5 ‰                   |                                                |                                                |
| Streckengeschwindigkeit: | 50 km/h                  |                                                |                                                |
| |                          |                                                |                                                |
| \| \| 882,000 \| Kalkkimaa 65,9° N, 24,47° O \| Kalkkimaa 65,9° N, 24,47° O \| \| \| \| Anschluss Umspannwerk \| \| \| \| \| Kaakamajoki \| \| \| \| \| Bahnstrecke Laurila–Kandalakscha von Kemijärvi \| \| \| \| 873,121 \| Liedakkala 65,85° N, 24,58° O \| Liedakkala 65,85° N, 24,58° O \| \| \| \| Bahnstrecke Laurila–Kandalakscha nach Laurila \| \| \| \| \| \| \| \| Quellen: [1] \| \| \| \| |                          |                                                |                                                |
| Kopfbahnhof Streckenanfang (Strecke außer Betrieb) | 882,000                  | Kalkkimaa 65,9° N, 24,47° O                    | Kalkkimaa 65,9° N, 24,47° O                    |
| Abzweig geradeaus und von rechts (Strecke außer Betrieb) |                          | Anschluss Umspannwerk                          | Anschluss Umspannwerk                          |
| Brücke über Wasserlauf (Strecke außer Betrieb) |                          | Kaakamajoki                                    | Kaakamajoki                                    |
| Abzweig ehemals geradeaus und von links |                          | Bahnstrecke Laurila–Kandalakscha von Kemijärvi | Bahnstrecke Laurila–Kandalakscha von Kemijärvi |
| ehemaliger Bahnhof | 873,121                  | Liedakkala 65,85° N, 24,58° O                  | Liedakkala 65,85° N, 24,58° O                  |
| Strecke |                          | Bahnstrecke Laurila–Kandalakscha nach Laurila  | Bahnstrecke Laurila–Kandalakscha nach Laurila  |
| |                          |                                                |                                                |
| Quellen: |                          |                                                |                                                |

Die Bahnstrecke Liedakkala–Kalkkimaa war eine finnische nichtelektrifizierte Eisenbahnstrecke, deren Endpunkt im Dorf Kalkkimaa in der Nähe der Stadt Tornio lag. Die Nebenstrecke zweigte von der Strecke zwischen Kemi und Rovaniemi in der Ortschaft Liedakkala zwischen den Kreuzungsbahnhöfen Laurila und Törmä ab.

## Geschichte
Die Bahnstrecke wurde ursprünglich für den Transport von gebrochenem Kalkstein aus Tagebauen gebaut. Die 1917 gegründete Firma Oy Kalkkimaa Ab, die 1952 mit Rauma-Repola Oy fusionierte, besaß bei Ruottala in der Nähe von Kalkkimaa einen Dolomitkalksteinbruch. Der Ort gehörte zu Alatornio, das 1973 in die Stadt Tornie eingemeindet wurde. Das Dolomitvorkommen ist das größte in den nordischen Ländern.
Die 1933 eröffnete Strecke diente der Abfuhr aus diesem Steinbruch und den dazugehörigen Anlagen. Der Güterverkehr wurde am 1. Februar 1982 eingestellt.
Das 1972 neu erbaute Kalkwerk befindet sich seit 2000 im Besitz von Svenska Mineral AB.
Die Gesamtlänge der Strecke betrug etwa acht Kilometer. Nach knapp fünf Kilometern zweigte ein Anschluss zu einem Umspannwerk ab.
Nach Einstellung des Güterverkehrs auf dieser Strecke wurden die Gleise des etwa drei Kilometer langen Streckenabschnittes vom Bahnhof in Kalkkimaa bis zum Abzweig des Gleises zum Umspannwerk abgebaut. Dieses Gleis blieb bis Mitte der 2000er Jahre betriebsfähig erhalten und wurde gelegentlich für den Transport von Transformatoren verwendet. Zu diesem Zweck musste jeweils der Anschluss an die Hauptstrecke in Liedakkala, der mit der Stilllegung des Güterverkehrs der Nebenstrecke ausgebaut wurde, hergestellt werden. 2009 waren diese Gleise abgebaut.
Nach dem Abriss des Restabschnittes wird dieser als Waldweg genutzt, im Winter ist es eine mit dem Schneemobil gepflegte Loipe.

## Bahnhof Kalkkimaa
Der Bahnhof Kalkkimaa war ein Bahnhof in der Gemeinde Tornio. Er lag im Ort Kalkkimaa in der Provinz Lappland. Er diente hauptsächlich den Transportbedürfnissen des dortigen Kalksteinbruchs.
Das Bahnhofsgebäude wurde von dem finnischen Architekten Thure Hellström, der zahlreiche Bahnhöfe in Finnland baute, entworfen. Es wurde ursprünglich 1927 in Näätsaari gebaut, von wo es 1932 nach Kalkkimaa verlegt wurde. Das Gebäude wurde später abgerissen.
Der Güterverkehr auf der Strecke wurde am 1. Februar 1982 eingestellt, zum gleichen Zeitpunkt wurde der Bahnhof geschlossen.

## Bahnhof Liedakkala
Der Bahnhof Liedakkala war ein Bahnhof im Dorf Liedakkala in der Gemeinde Keminmaa in der Provinz Lappland. Der am 16. Oktober 1909 eröffnete Abzweigbahnhof von der Bahnstrecke Laurila–Kandalakscha lag etwa 15 Kilometer nördlich von Kemi.
Das ursprüngliche hölzerne Bahnhofsgebäude wurde 1907 nach Plänen von Thure Hellström gebaut. Der mittlere Teil des Gebäudes war nach den Plänen offen, um 1930 wurde dieser geschlossen. Das Gebäude wurde 1944 im Krieg zerstört. Architekt Jarl Ungern plante das 1945 neu errichtete Gebäude. Diese wurden nach der Stilllegung des Bahnhofes abgerissen.